# Bezina
Bezina este o localitate din comuna Slovenske Konjice, Slovenia, cu o populație de 492 de locuitori.